# フェッレーラ・ディ・ヴァレーゼ
フェッレーラ・ディ・ヴァレーゼ（伊: Ferrera di Varese）は、イタリア共和国ロンバルディア州ヴァレーゼ県にある、人口約700人の基礎自治体（コムーネ）。

## 地理

### 位置・広がり

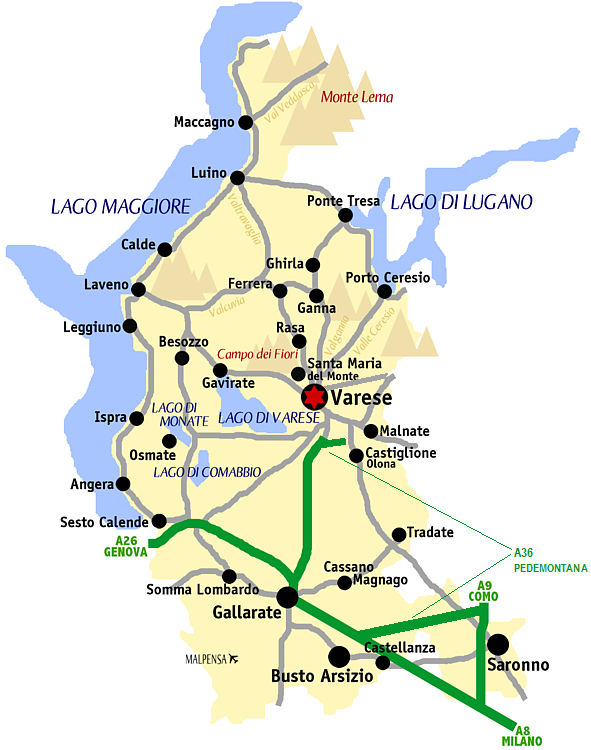
ヴァレーゼ県概略図

#### 隣接コムーネ
隣接するコムーネは以下の通り。
- カッサーノ・ヴァルクーヴィア
- クナルド
- グラントラ
- マシャーゴ・プリーモ
- ランチョ・ヴァルクーヴィア

### 地震分類
イタリアの地震リスク階級 (it) では、4 に分類される
。